# إيلين روز باسباي
إيلين روز باسباي (بالإنجليزية: Eileen Rose Busby)‏ هي مؤرخة وكاتِبة أمريكية، ولدت في 15 أغسطس 1922 في تو هاربورس في الولايات المتحدة، وتوفيت في 6 أبريل 2005 في سان دييغو في الولايات المتحدة.

## وصلات خارجية
- إيلين روز باسباي على موقع IMDb (الإنجليزية)